# Бук європейський (Тиврівське лісництво)
Бук європе́йський — ботанічна пам'ятка природи місцевого значення. Розташована на території Марківської сільської ради Тиврівського району Вінницької області (Тиврівське лісництво, кв. 19 діл.3). Оголошений відповідно до Рішення Вінницького облвиконкому від 29.08.1984 р. № 371. Охороняється штучно створене продуктивне лісонасадження з участю бука європейського віком близько 70 років.